# Золтан Арани
Золтан Араньи (на унгарски: Arany Zoltán) е унгарски историк и музикант – вокалист, мултиинструменталист и композитор. Популярен с работата си във възстановяването на оригинална, традиционна, средновековна и фолклорна музика от Албания, Андалусия, Балеарските острови, Босна, Бретан, България, Галисия, Гърция, Ирландия, Испания, Италия, Каталуния, Кейп Бретон, Корсика, Остров Ман, Португалия, Северна Македония, Сицилия, Сърбия, Уелс, Унгария, Черна гора, Хърватия и Шотландия. Стилът му се определя от някои като новосредновековен фолк.

## Биография
Музикалното образование на Золтан Арани започва от 4-годишна възраст, а след седем започва да се обучава да свири на чело и китара. На 21-годишна възраст започва да свири на мандолина и интересът му се насочва към фолклорната и средновековната музика. Според него:
| „                              | Да бъдеш сред приказните народни и средновековни инструменти е особено предизвикателство, тъй като тук, за разлика от концерта, музикантът не е в центъра на вниманието. Всяко ново парче е истинско приключение. | “ |
| Превод от vojtinababszinhaz.hu | |   |

Золтан Арани получава квалификационна степен по история от Университета в Дебрецен през 2005 г. В продължение на четири години е член на оперния хор на театър Чоконай в Дебрецен. Той взема дейно участие в серия групи с различни музикални стилове – Hibernia (ирландска и шотландска традиционна музика), Perro Negro (испанска и португалска традиционна музика), Sugalló, Hollóének Hungarica, Bordó Sárkány (унгарски фолк и средновековна музика) и детския оркестър Hepehupa. На 13 август 2006 Золтан Арани с инструментално трио „Джумбарлак“ (на унгарски: Dzsumberlek) с ръководител Шиларт Наги участва в Роженския събор, където стават лауреати на специална награда. На 29 април 2008 в зала „Подиум“ на Дебреценския културен център „Джумбарлак“ участва в българо-унгарска танцова вечер. С Balkaniada Orkestar Арани редовно участва в културни събития на българската общност в Унгария. През 2019 г. работи като композитор и музикант на спектаклите на Кукления театър в Дебрецен.

## Творчество

### Албуми
2009 – FOLK'S NOT DEAD

1. Rumba Moresca

2. Danza Santana

3. Hadrianopolis

4. A leányok ágya

5. Silk

6. Óró sé do bheatha 'bhaile

7. Deixame subir

8. Se navali

9. Sárgul már a fügefa levele

10.	Reels

11.	Üsküdara

12. Rumba Catalán

2010 – THE LAST OF THE TROUBADOURS

1. Ai vist lo lop

2. Saltarello la Regina

3. In taberna quando sumus

4. Estampie

5. Santa Maria strela do dia

6. Tourdion

7. Ich was ein chint so wolgetan

8. Ecco la primavera

9. Saltarello della pioggia

10.	Je ne l'ose dire

11.	Non e gran cousa

12.	S'om pugues partir son voler

2011 – CELTICA

1. King of the fairies

2. Ye Jacobites by name

3. Muiñeira de chantada

4. Kemmesk

5. Cam ye o'er frae France

6. Fraser's jig

7. Beidh aonachh amárach

8. Morfa rhuddlan

9. Tri martolod

10.	Ellan Vannin

11.	Ar soudarded zo gwisket e ruz

12.	Tua nai e meiga

2013 – THE BALKAN TRIP

1. Shnosti e dobra

2. Valle Lirike Topoje

3. Mandilatos

4. Ajde Jano

5. Dvajspetorka

6. Rugovo

7. Bucimis

8. Dalmatian dance

9. Tsifteteli

10.	Jove Malaj Mome

11.	Crnogorsko Oro

12.	Poljem se vija

2015 – MEDITERRANEAN

1. Fado do Toureiro

2. Mazurka

3. Paloma Mensajera

4. Sciuri sciuri

5. Gamilia Patinada

6. Fado Faia

7. Las Lavanderas de Cáceres

8. Valse

9. Jota Mallorquina

10.	Comboio da Beira Baixa

11.	Bulería

12.	Napolitana

### Сингли
- Militaris Congratulatio
- Chetvorno oro
- Palästinalied
- The Phoenician Wedding
- Da que Deus mamou
- Totus floreo
- Saltatio mortis